# Phragmatobia nordiberica
Phragmatobia nordiberica är en fjärilsart som beskrevs av Ramon Agenjo Cecilia 1937. Phragmatobia nordiberica ingår i släktet Phragmatobia och familjen björnspinnare. Inga underarter finns listade i Catalogue of Life.